# Araneus lutulentus
Araneus lutulentus är en spindelart som först beskrevs av Eugen von Keyserling 1886.  Araneus lutulentus ingår i släktet Araneus och familjen hjulspindlar.
Artens utbredningsområde är Queensland. Inga underarter finns listade i Catalogue of Life.

## Bildgalleri

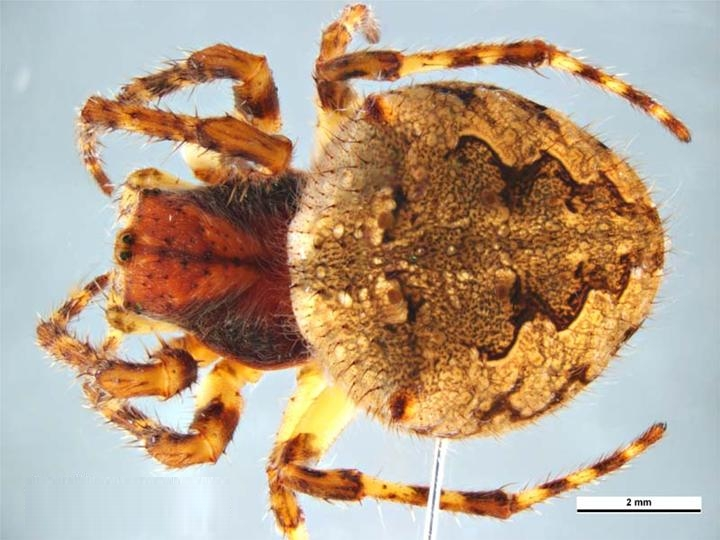